# 名古屋薬科大学
名古屋薬科大学（なごややっかだいがく、公用語表記: 名古屋薬科大学）は、愛知県愛知郡鳴海町に本部を置いていた日本の公立大学である。1949年に設置され、1951年に廃止された。
翌1950年に名古屋市立大学に統合され、薬学部となった。本項では、旧制名古屋市立名古屋薬学専門学校など前身諸校を含めて記述する。

## 概要
1884年（明治17年）に設立された私立名古屋薬学校を源流とする。直接の前身校、旧制名古屋薬学専門学校は、当初私立として設立されたが、1946年（昭和21年）に名古屋市に移管された。第二次世界大戦後の学制改革で新制名古屋薬科大学となった後、同じ名古屋市立の旧制名古屋女子医科大学と統合され名古屋市立大学薬学部となった。同窓会は 「名古屋市立大学薬友会」 と称し、旧制・新制合同の会である。

## 沿革

### 私立名古屋薬学校時代
- 1881年12月： 小島喜八らにより名古屋製薬株式会社設立。
  - 本社： 京町、工場： 下園町10 （現 名古屋市立御園小学校）。
- 1884年6月1日： 名古屋製薬工場内に私立名古屋薬学校開校。6月11日、設立認可。
  - 薬学校通則 （1882年、明治15年文部省布達第6号） に基づく乙種薬学校。[1]
- 1886年6月： 西魚町で再開校。
  - 工場内が使用できなくなり一時休校していた。
- 1888年3月： 第1回卒業。
- 1889年11月： 藤本理校長ら、薬舗開業試験問題漏洩事件被疑で辞職。教員陣を刷新。

### 私立愛知薬学校時代
- 1890年6月： 私立愛知薬学校と改称。
- 1894年8月： 日清戦争で講師の大半が出征、無期休校に。
- 1895年10月： 再発足、藤本理 （元校長） 経営の愛知薬学舎と合併。

1913年9月、薬剤師試験規則の改正規則が発布された （文部省令第29号。施行は1921年10月1日から）。試験の受験資格を、中学校 （または 4年制以上の高等女学校） 卒業後に 3年制以上の薬学校を卒業した者に限る内容で、乙種薬学校は 3年制薬学校 （あるいは薬学専門学校） への昇格を迫られることになった。
- 1918年10月： 3年制薬学校への昇格を断念、本科生募集を停止。
- 1919年4月： 速成科 （修業年限2年） を設置。
- 1921年4月： 在校生全員卒業。
- 1921年7月15日： 愛知薬学校廃校。
- 1921年11月14日： 愛知薬学校完結式を挙行。
  - 校舎の一部、器具器械一式を愛薬会 （愛知薬学校出身薬剤師会） に寄付。
- 1922年10月： 愛薬会、校舎の一部を聚福院境内に移築、「愛薬記念館」 開館。
  - 東区松山町 （現 東区東桜）。

### 愛知高等薬学校時代
- 1926年： 愛薬会総会、薬学専門学校設立調査委員を愛薬会役員に一任。
- 1928年2月： 愛薬会総会、甲種薬学校設立実行委員を指名。
- 1928年7月： 愛薬会臨時総会、愛薬会財産を愛知薬学専門学校建設会 （財団） に寄付する件可決。
- 1931年4月1日： 私立愛知高等薬学校（無認可校） 開校。
  - 修業年限3年、男女共学。校地は愛知郡鳴海町字黒石。
  - 愛薬記念館も後に移築された。
- 1931年10月1日： 愛知県知事、愛知高等薬学校を認可 （各種学校）。
  - 男女共学は廃止、男子校となる。
- 1933年8月： 文部省に財団法人設立申請。
  - 基金 50万円で申請。文部省は 100万円を要求。1934年1月、100万円募集完了。
- 1934年2月： 文部省に薬学専門学校昇格申請書を提出。
- 1934年4月： 財団法人認可 （初代理事長 加藤久米四郎）。
- 1935年7月： 文部省から薬学専門学校昇格申請書の再提出を求められる。

### 名古屋薬学専門学校時代
- 1935年12月28日： 専門学校令により私立名古屋薬学専門学校（修業年限3年） 設立認可。
- 1936年4月1日： 名古屋薬学専門学校開校。
  - 4月13日 始業式、4月20日 薬専第1回入学式。
- 1937年2月20日： 専攻科 （修業年限1年） 設立認可。
  - 愛知高等薬学校卒業生が対象。修了者に薬学専門学校卒と同等の資格を付与。
- 1937年12月： 名薬同窓会発会。
  - 1938年5月、名古屋薬学専門学校同窓会と改称。
- 1940年3月： 断髪令。
- 1941年12月： 戦時措置により繰上卒業。
  - 1942年-1945年は9月卒業。

### 名古屋市立名古屋薬学専門学校時代
名古屋薬学専門学校では、ガソリン配給制限により実習で使用するエアーガスが作れなくなり、都市ガス （石炭ガス） の受けられる名古屋市内への移転希望が高まっていた。加えて、愛知郡鳴海町の校地の水道水は鉄分・ケイ酸が多いため水道管が詰まり、実験に支障をきたしていた。このような背景から、将来名古屋市内へ移転することを前提に、名古屋市に移管することとなった。
- 1946年3月20日： 名古屋市議会、名古屋薬学専門学校の市移管を可決。
- 1946年4月1日： 名古屋市に移管、名古屋市立名古屋薬学専門学校と改称。
  - 男女共学となった （実際の女子生徒入学は1947年）。
- 1947年3月： 公立第1回卒業式。
- 1948年4月： 官立薬学専門学校規定改正。
  - 第2学年から厚生科と製薬科とに分科。

### 名古屋薬科大学時代
- 1949年2月21日： 新制名古屋市立名古屋薬科大学設立認可 （学校354号）。
- 1949年4月： 名古屋薬科大学開学。
- 1949年10月28日： 名古屋市議会、旧制女子医大と名古屋薬科大学との統合による名古屋市立大学設立を議決。
- 1950年3月14日： 名古屋市立大学設立認可。
- 1950年4月1日： 名古屋市立大学発足。 
  - 名古屋薬科大学は名古屋市立大学薬学部となった。
- 1951年3月： 旧制名古屋市立名古屋薬学専門学校を廃止。

## 歴代校長
名古屋薬学校
- 校長： 蔵田信忠（忠介） （1884年6月 - 1885年5月）
  - 名古屋製薬技師長
- 校長： 藤本理 （1885年10月? - 1889年11月）

愛知薬学校
- 校長： 高田重孝 （1890年6月 - 1894年8月）
- 校長： 磯部松太郎 （1895年10月 - 1898年9月）
- 校長： 小野瓢郎 （1898年10月 - 1915年9月）
  - 富山薬学専門学校校長に転じた
- 校長： 佐野義職 （1916年 - 1921年7月）

愛知高等薬学校
- 校長： 加藤直三郎 （1931年4月 - 1932年3月）
- 校長事務取扱： 磯部松太郎 （1932年3月 - 1932年6月）
- 校長事務取扱： 前田仙太郎 （1932年6月 - 1932年9月）
- 校長事務取扱： 柳沢秀吉 （1932年9月 - 1935年10月）
  - 前 名古屋医科大学病院薬局長
- 校長事務取扱： 河合右司尾 （1935年10月 - 1936年1月5日死去）

名古屋薬学専門学校
- 校長： 高畠清 （1936年4月 - 1939年8月）
  - 前 長崎医科大学附属薬学専門部主任
- 校長： 末次又二 （1939年9月 - 1943年9月）
- 校長： 内藤多喜夫 （1943年10月 - 1946年3月）
  - 前 東京薬学専門学校教授

名古屋市立名古屋薬学専門学校
- 校長事務取扱： 内藤多喜夫 （1946年4月 - 1946年9月）
- 校長： 内藤多喜夫 （1946年10月 - 1951年3月）

名古屋薬科大学
- 学長事務取扱： 内藤多喜夫 （1949年2月 - 1950年3月）
  - 名古屋市立大学薬学部 初代学部長

## 校地
名古屋薬学校
名古屋下園町10 （現 名古屋市中区錦、御園小学校） の名古屋製薬工場内で発足。1886年6月、武藤勝応から提供された西魚町（現 名古屋市中区丸の内3-8-20 の小野薬品工業名古屋支店付近） の校地に移転。
愛知薬学校
中区西新町（現 女子大小路付近、元中京女子短期大学校地の一角） の校舎で発足、1899年に駿河町1丁目の民家に移転。1903年7月、栄町6丁目の元名古屋市立第一高等女学校跡 （現 中区栄3丁目、三越の東南角付近） に移転。1907年4月、中区南久屋町4丁目に校舎を新築し移転。廃校まで同地を使用した。
愛知高等薬学校・名古屋薬学専門学校
西尾銀次郎より提供を受けた愛知郡鳴海町字黒石2（現 名古屋市緑区） の校地で発足。廃校まで同地を使用した。同地は1959年7月から名古屋市のゴミ埋め立て地となった後、滝の水公園として整備された。
名古屋薬科大学・名古屋市立大学薬学部
愛知郡鳴海町の校舎で発足したが、名古屋市立大学編入後の 1951年4月-8月にかけて、名古屋市瑞穂区田辺通3-1 （元名古屋女子医大校地） および 萩山町1-11 （現 名古屋市衛生研究所） に移転した （1951年6月15日、薬学部所在地を鳴海町から変更）。田辺通校地から大学本部・教養部・医学部が転出したのち、現在の田辺通キャンパスに統合された。

## 関連書籍
- 名古屋市立大学薬友会（編）　『名古屋市立大学薬学部百年』　1985年5月。
- 名古屋市立大学開学50周年記念誌編纂委員会（編）　『名古屋市立大学50年の歩み』　名古屋市立大学開学50周年記念事業実行委員会、2001年10月。